# タニノクロウ
タニノ クロウ（1976年6月13日 - ）は、日本の劇作家、演出家、元精神科医。富山県富山市出身。昭和大学医学部卒業。本名、谷野 九郎（読み同じ）。庭劇団ペニノ所属。
妻は女優の安藤玉恵。

## 略歴・活動
医師の家に生まれる。幼少時代は絵画・彫刻などを嗜む。
千葉県にある全寮制の暁星国際高等学校に入学し、美術に詳しい数学教師に影響を受け、サルバドール・ダリやマルセル・デュシャンなどシュールレアリズムに傾倒する。親が医師だったからという理由で昭和大学医学部に進学し、1年生時に全寮制の富士吉田キャンパスで開かれたクリスマスイベントをきっかけにして、休部状態だった演劇部を復活させる。明治大学の「騒動舎」がしていたようなコメディをやってみたいという思いから、2000年に演劇部のメンバーと「庭劇団ペニノ」を結成・旗揚げ。劇団名の由来は「ペニス」+「タニノ」。
以後、同劇団の脚本・演出を担当（初期はチラシ画、美術なども担当）。脚本をシナリオ形式ではなく、絵コンテ形式で書く手法を取っている。
2002年、ガーディアンガーデン演劇フェスティバルに参加。
2003年、医師免許取得。以後、病院勤務（精神科）と並行して演劇活動を継続。
通常の劇場での公演とは別に、自宅マンションや野外に劇場を建て込んだり、インスタレーションの様な舞台を嗜好するなど常に演劇の枠組みを広げる活動を行っている。2007年より、劇団以外での活動（演出）を本格的に開始する。
また、2004年の台湾招聘公演を皮切りに、近年はEU圏（ドイツ・スイス・オランダ・ベルギー・フィンランド・オーストリア・デンマーク・フランスなど）の演劇祭や北米5都市の劇場から招聘を受け、ツアー公演を頻繁に行っており現地での高い評価を受けている。
2007年に「野鴨」にて第7回バッカーズ演劇奨励賞を受賞し、2008年に「笑顔の砦」、2009年に「星影のJr.」が第52、53回岸田國士戯曲賞（白水社）の最終候補作品にノミネートされ、
2016年に自身の出身である富山県を舞台にした作品「地獄谷温泉 無明ノ宿」において第60回岸田國士戯曲賞を受賞。
2016年度北日本新聞芸術選奨を受賞した。
第71回文化庁芸術祭優秀賞を受賞。
2018年、富山ひまわり賞特別賞を受賞。
2019年、第36回とやま賞（文化・芸術部門）を受賞。
2024年、第68回岸田國士戯曲賞 選考委員に就任。

## 著書
- 『地獄谷温泉無明ノ宿』（白水社・2016年）
- 『虹む街』（白水社・2021年）

## 脚本・演出作品歴
- 『優勝あつかまSLAVES』（作・演出）
- 『箱庭で傷、採取。』（作・演出）
- 『僕ら三人夏近くして』（作・演出）
- 『環と紫煙のアンギュラム』（作・演出）
- 『PreGardeniaPeningophilia』（作・演出）
- 『まるでウルトラマリンの鶏肉』（脚本・演出）
- 『ダークマスター』（脚本・演出/原作：狩撫麻礼・泉晴紀）
- 『Mrs.P.P.overeem』（作・演出）
- 『小さなリンボのレストラン』（作・演出）
- 『小さなリンボのレストラン（映画版）』（脚本・編集・監督）
- 『黒いOL』（作・演出）
- 『Mrs.P.P.overeem（中国語バージョン）』（作・演出）
- 『ダークマスター』（新版）（脚本・演出）
- 『アンダーグラウンド』（作・演出）
- 『笑顔の砦』（作・演出）
- 『苛々する大人の絵本』（作・演出）
- 『星影のJr.』（作・演出・構成）
- 『苛々する大人の絵本』（新版）（作・演出）
- 『太陽と下着の見える町』（作・演出）
- 『アンダーグラウンド』（再演）（作・演出）
- 『チェーホフ ?!』（作・演出）
- 『エクスターズ』（作・演出）
- 『誰も知らない貴方の部屋』（作・演出）
- 『大きなトランクの中の箱』（作・演出）
- 『水の檻』（作・演出）
- 『地獄谷温泉　無明ノ宿』（作・演出）
- 『タニノとドワーフ達によるカントールに捧げるオマージュ』（作・演出）
- 『ダークマスター2016』（脚本・演出）

- 『野鴨』（共同脚本・演出/原作：ヘンリック・イプセン）
- 『前と後』（リーディング演出）（作：ローラント・シンメルプフェニヒ、翻訳：大塚直）
- 『ちっちゃなエイヨルフ』（演出/原作：ヘンリック・イプセン）
- 『ちいさなブリミロの大きな冒険』（演出/作：ファブリス・メルキオ、翻訳：友谷知己）
- 『MOON』（2017年　作・演出　＠舞台芸術公園野外劇場「有度」）
- 『MOTHER』（2017年　作・演出　＠ゲーテ・インスティトゥート東京）
- 『蛸入道 忘却ノ儀』（2018年　作・演出　＠セゾン森下スタジオ）
- 『笑顔の砦 RE-CREATION』（2018年　作・演出　＠城崎国際アートセンターほか）
- 『ダークマスター2019TOYAMA』（2019年　作・演出　@富山市オーバードホール）
- 『MEDITATION』（2020年　構成・演出　＠富山市オーバードホール）
- 『ダークマスターVR』（2020年　監督・脚本　＠東京芸術劇場）
- 『MARZO VR』（2020年　監督・脚本　＠BUoY）
- 『笑顔の砦 ‘20帰郷』（2020年　作・演出　＠富山市オーバードホール）
- 『虹む街』（2021年　作・演出　＠KAAT神奈川芸術劇場）